# Gimme (langue)
Pour les articles homonymes, voir Gimme.
Le gimme (ou gimma, koma kompana, kompana, kompara, panbe) est une langue de l'Adamaoua du groupe Duru parlée au Cameroun dans la Région du Nord, le département du Faro, la plaine de Saptou (Beka), à l'ouest de Poli, le long de la frontière avec le Nigeria, dans les monts Atlantika.
Le nombre de locuteurs était estimé à 3 000 en 1982.